# Australotydeus kirstenae
Australotydeus kirstenae är en spindeldjursart som beskrevs av Joyce Lance Spain 1969. Australotydeus kirstenae ingår i släktet Australotydeus och familjen Tydeidae. Inga underarter finns listade.